# Partito Nazionale Slovacco
Il Partito Nazionale Slovacco (in slovacco: Slovenská Národná Strana - SNS) è un partito politico slovacco nazionalista.

## Storia

### Il primo SNS
SNS si ispira espressamente all'omonimo partito, rappresentante dei nazionalisti slovacchi nei parlamenti del Regno d'Ungheria (1871-1918) e della Cecoslovacchia (1918-1938). Il primo partito nazionalista si impegnò per l'indipendenza della Slovacchia dall'Ungheria e per l'autonomia della regione Slovacca. Il primo SNS ottenne una rappresentanza parlamentare solo nel 1901, trent'anni dopo la sua nascita, fino a quel momento, infatti, aveva sostenuto rappresentanti di lingua slovacca all'interno del Partito del Popolo Cattolico. Nel 1920 il primo SNS si fuse con il Partito Agrario, salvo, però, ritornare autonomo quando gli agrari decisero di fondersi con gli agrari di lingua ceca. Con il riconoscimento dell'autonomia slovacca il primo SNS entrò a far parte del Partito del Popolo Slovacco, anch'esso nazionalista di centro-destra.

### L'attuale SNS
Il nuovo SNS è stato fondato nel 1989 nel momento del crollo del regime comunista. Alle elezioni politiche del 1990, quando la Slovacchia era ancora unita alla Repubblica Ceca, SNS ottenne ben il 14% dei voti, grazie ad una campagna elettorale improntata all'indipendenza. Nel 1992, quando era ormai prossima la divisione della Cecoslovacchia, alle elezioni politiche il partito dimezzò i propri consensi, scendendo al 7,9%. Ciò nonostante entrò a far parte del governo guidato da Vladimír Mečiar del Movimento per una Slovacchia Democratica (HZDS), nazional-conservatore.
Nonostante la partecipazione al governo alle prime elezioni del Parlamento della Slovacchia indipendente, SNS superò di poco lo sbarramento del 5%, attestandosi al 5,4% dei consensi. Tale consenso fu, comunque, sufficiente per assicurare la partecipazione di due esponenti di SNS al terzo governo Mečiar. Nel 1998, il partito è salito al 9% dei voti, ma fu escluso dal governo. Alle politiche del 2002, SNS è crollato al 3,3% dei voti a causa della scissione del Pravá slovenská národná strana, PSNS (Vero Partito Nazionale Slovacco), anch'esso attestatosi poco sopra al 3%. Nel 2005 SNS ha subito un'ulteriore scissione ad opera del Zjednotená slovenská národná strana, ZSNS (Partito Nazionale Slovacco Unito). PSNS e ZSNS hanno, poi, nel 2006, dato origine a Slovenská národná koalícia - Slovenská vzájomnosť (Coalizione Nazionale Slovacca - Mutualità Slovacca), privo di rappresentanza parlamentare.
Alle elezioni parlamentari del 2006 SNS è tornato in parlamento ottenendo l'11,7% dei voti, il secondo miglior risultato della sua storia, ed eleggendo 20 deputati. Il governo uscente di centro-destra era sostenuto dai democristiani di SDKÚ-DS e KDH, dai liberali di ANO e dai moderati di lingua ungherese di MKP. I liberali sono scesi dall'8 all'1,4% dei voti, rimanendo così fuori dal Parlamento. Il centro-destra si è, così, trovato con 65 deputati, contro i 50 dei socialdemocratici di Smer e 35 dei nazionalisti di SNS e ĽS-HZDS. Siccome né un governo di centro-sinistra (Smer, KDH e MKP), né uno di centro-destra (SDKÚ-DS, KDH e MKP) potevano contare su una maggioranza parlamentare, lo Smer ha dato vita ad un governo destra-sinistra insieme ai nazionalisti. SNS ha ottenuto tre ministeri: ambiente, istruzione, costruzione e sviluppo regionale.
Alle elezioni parlamentari del 2010 SNS ha ottenuto il 5,07% dei voti, superando quindi la soglia di sbarramento del 5%, conquistando 9 seggi in Parlamento.
Alle elezioni parlamentari del 2012 non ha superato la soglia di sbarramento del 5%.
Alle elezioni parlamentari del 2016 SNS ha ottenuto l'8,64% dei voti, conquistando 15 seggi in Parlamento.
Alle elezioni parlamentari del 2020 non ha superato la soglia di sbarramento del 5%.

## Ideologia
Il Partito Nazionale Slovacco è comunemente definito un partito di destra nazionalista e populista. SNS ha come principi ispiratori la cultura cristiana, la tutela dell'identità nazionale e un deciso ruolo dello Stato in economia.
SNS era membro dell'Unione per l'Europa delle Nazioni, che raggruppava anche l'italiana Alleanza Nazionale. Ha aderito al Gruppo Europa della Libertà e della Democrazia dal 2009. Dal 2015 non è affiliato a nessun gruppo o partito europeo.

## Risultati elettorali
| Elezione          | Voti    | %     | Seggi    | Posizione         |
| ----------------- | ------- | ----- | -------- | ----------------- |
| Parlamentari 1990 | 470.984 | 13,94 | 22 / 150 |                   |
| Parlamentari 1992 | 244.527 | 7,93  | 15 / 150 | Maggioranza       |
| Parlamentari 1994 | 155.359 | 5,40  | 9 / 150  | Maggioranza       |
| Parlamentari 1998 | 304.839 | 9,07  | 14 / 150 | Opposizione       |
| Parlamentari 2002 | 95.633  | 3,33  | 0 / 150  | extraparlamentare |
| Parlamentari 2006 | 270.230 | 11,73 | 20 / 150 | Maggioranza       |
| Parlamentari 2010 | 128.490 | 5,08  | 9 / 150  | Opposizione       |
| Parlamentari 2012 | 116.420 | 4,56  | 0 / 150  | extraparlamentare |
| Parlamentari 2016 | 225.386 | 8,64  | 15 / 150 | Maggioranza       |
| Parlamentari 2020 | 91.171  | 3,16  | 0 / 150  | extraparlamentare |
| Parlamentari 2023 | 166 995 | 5,63  | 10 / 150 | Maggioranza       |

Europee:
| Elezione     | Voti   | %    | Seggi  |
| ------------ | ------ | ---- | ------ |
| Europee 2004 | 14.150 | 2,02 | 0 / 14 |
| Europee 2009 | 45.960 | 5,56 | 1 / 13 |
| Europee 2014 | 20.244 | 3,61 | 0 / 13 |
| Europee 2019 | 40.330 | 4,09 | 0 / 13 |
| Europee 2024 | 28 102 | 1,90 | 0 / 15 |